# Zenão de Alexandria (filósofo)
Zenão (em latim: Zeno; em grego: Ζήνων; romaniz.: Zénon) foi um filósofo bizantino de meados do século V e contemporâneo do também filósofo Zenão de Pérgamo. Judeu de nascimento, abandonou o judaísmo em detrimento da filosofia. Foi tido como bom homem, mas não teve talento para o saber, pois era ignorante e esquecido. Diz-se que foi o pivô do conflito entre Salústio 7 e Proclo 4.